# Copa das Confederações FIFA de 2001
A Copa das Confederações FIFA de 2001 foi a quinta edição do torneio, a terceira sob a chancela da FIFA e com esse nome. A organização decidiu que a partir deste ano esta competição seria uma espécie de evento-teste para a Copa do Mundo que seria disputada no ano seguinte. A campeã foi a França, que conquistou seu primeiro título ao derrotar o Japão por 1–0.

## Equipes participantes
| Equipe        | Confederação | Qualificação                                                      | Participação |
| ------------- | ------------ | ----------------------------------------------------------------- | ------------ |
| Coreia do Sul | AFC          | País-sede da Copa do Mundo de 2002                                | 1ª           |
| Japão         | AFC          | País-sede da Copa do Mundo de 2002 e campeão Copa da Ásia de 2000 | 2ª           |
| França        | UEFA         | Campeã da Copa do Mundo de 1998 e da Eurocopa de 2000             | 1ª           |
| Brasil        | CONMEBOL     | Campeão da Copa América de 1999                                   | 3ª           |
| México        | CONCACAF     | Campeão da Copa das Confederações de 1999                         | 4ª           |
| Camarões      | CAF          | Campeão da Copa das Nações Africanas de 2000                      | 1ª           |
| Canadá        | CONCACAF     | Campeão da Copa Ouro da CONCACAF 2000                             | 1ª           |
| Austrália     | OFC          | Campeã da Copa das Nações da OFC de 2000                          | 2ª           |

## Estádios
| Coreia do Sul - Ulsan - Munsu Cup Stadium - Suwon - Big Bird Stadium - Daegu - Daegu World Cup Stadium | Japão - Yokohama - Estádio Internacional de Yokohama - Kashima - Estádio Kashima - Niigata - Estádio Big Swan |

## Árbitros
| Árbitros              | Assistentes             |
| AFC                   | AFC                     |
| --------------------- | ----------------------- |
| UAE Ali Bujsaim       | JOR Awni Hassouneh      |
| CHN Jun Lu            | MDV Mohamed Saeed       |
| CAF                   |                         |
| EGY Gamal Al-Ghandour | MLI Dramane Dante       |
| ZIM Felix Tangawarima | MAR Abdelmajid Jeddioui |
| CONCACAF              |                         |
| GUA Carlos Batres     | TRI Michael Ragoonath   |
| MEX Benito Archundia  | ATG Curtis Charles      |
| OFC                   |                         |
| AUS Simon Micallef    | NZL Ohn Berry           |

| Árbitros               | Assistentes          |
| CONMEBOL               | CONMEBOL             |
| ---------------------- | -------------------- |
| COL Óscar Ruiz         | BRA Hilton Rodrigues |
| ECU Byron Moreno       | ARG Dario Garcia     |
| UEFA                   |                      |
| SCO Hugh Dallas        | AUT Egon Bereuter    |
| GER Hellmut Krug       | SVK Igor Sramka      |
| DEN Kim Milton Nielsen | HUN Ferenc Szekely   |

## Fase de grupos

### Grupo A
| Pos. | Seleção       | Pts | J | V | E | D | GP | GC | SG |
| ---- | ------------- | --- | - | - | - | - | -- | -- | -- |
| 1    | França        | 6   | 3 | 2 | 0 | 1 | 9  | 1  | +8 |
| 2    | Austrália     | 6   | 3 | 2 | 0 | 1 | 3  | 1  | +2 |
| 3    | Coreia do Sul | 6   | 3 | 2 | 0 | 1 | 3  | 6  | –3 |
| 4    | México        | 0   | 3 | 0 | 0 | 3 | 1  | 8  | –7 |

| 30 de maio | França                                                            | 5 – 0     | Coreia do Sul | Daegu World Cup Stadium, Daegu                 |
| 17:00      | Marlet 9' · Vieira 19' · Anelka 34' · Djorkaeff 80' · Wiltord 90' | Relatório |               | Público: 61 500 Árbitro: EGY Gamal Al-Ghandour |

| 30 de maio | México | 0 – 2     | Austrália              | Big Bird Stadium, Suwon                       |
| 19:30      |        | Relatório | Murphy 18' · Skoko 54' | Público: 6 232 Árbitro: ZIM Felix Tangawarima |

| 1 de junho | Austrália | 1 – 0     | França | Daegu World Cup Stadium, Daegu             |
| 17:00      | Zane 60'  | Relatório |        | Público: 44 400 Árbitro: GUA Carlos Batres |

| 1 de junho | Coreia do Sul                          | 2 – 1     | México   | Munsu Cup Stadium, Ulsan                 |
| 19:30      | Hwang Sun-hong 56' · Yoo Sang-chul 90' | Relatório | Ruiz 80' | Público: 41 550 Árbitro: SCO Hugh Dallas |

| 3 de junho | França                                     | 4 – 0     | México | Munsu Cup Stadium, Ulsan                 |
| 19:30      | Wiltord 8' · Carrière 62', 83' · Pirès 71' | Relatório |        | Público: 28 864 Árbitro: UAE Ali Bujsaim |

| 3 de junho | Coreia do Sul      | 1 – 0     | Austrália | Big Bird Stadium, Suwon                 |
| 19:30      | Hwang Sun-hong 25' | Relatório |           | Público: 42 754 Árbitro: COL Óscar Ruiz |

### Grupo B
| Pos. | Seleção  | Pts | J | V | E | D | GP | GC | SG |
| ---- | -------- | --- | - | - | - | - | -- | -- | -- |
| 1    | Japão    | 7   | 3 | 2 | 1 | 0 | 5  | 0  | +5 |
| 2    | Brasil   | 5   | 3 | 1 | 2 | 0 | 2  | 0  | +2 |
| 3    | Camarões | 3   | 3 | 1 | 0 | 2 | 2  | 4  | –2 |
| 4    | Canadá   | 1   | 3 | 0 | 1 | 2 | 0  | 5  | –5 |

| 31 de maio | Brasil                             | 2 – 0     | Camarões | Estádio Kashima, Kashima                  |
| 17:00      | Washington 53' · Carlos Miguel 57' | Relatório |          | Público: 10 519 Árbitro: GER Hellmut Krug |

| 31 de maio | Japão                                   | 3 – 0     | Canadá | Niigata Stadium, Niigata                    |
| 19:30      | Ono 57' · Nishizawa 60' · Morishima 88' | Relatório |        | Público: 39 006 Árbitro: AUS Simon Micallef |

| 2 de junho | Canadá | 0 – 0     | Brasil | Estádio Kashima, Kashima            |
| 17:00      |        | Relatório |        | Público: 12 095 Árbitro: CHN Jun Lu |

| 2 de junho | Camarões | 0 – 2     | Japão          | Niigata Stadium, Niigata                      |
| 19:30      |          | Relatório | Suzuki 8', 65' | Público: 39 430 Árbitro: MEX Benito Archundia |

| 4 de junho | Brasil | 0 – 0     | Japão | Estádio Kashima, Kashima                        |
| 19:30      |        | Relatório |       | Público: 37 740 Árbitro: DNK Kim Milton Nielsen |

| 4 de junho | Camarões                  | 2 – 0     | Canadá | Niigata Stadium, Niigata                  |
| 19:30      | Tchoutang 48' · Mboma 83' | Relatório |        | Público: 15 822 Árbitro: ECU Byron Moreno |

## Fase final
|  | Semifinais            | Semifinais         |   |                    | Final                  | Final |  |
|  |                       |                    |   |                    |                        |       |  |
|  | 7 de junho – Yokohama |                    |   |                    |                        |       |  |
|  | Japão                 | 1                  |   |                    |                        |       |  |
|  | Austrália             | 0                  |   |                    |                        |       |  |
|  |                       |                    |   |                    |                        |       |  |
|  |                       |                    |   |                    | 10 de junho – Yokohama |       |  |
|  |                       |                    |   |                    | Japão                  | 0     |  |
|  |                       | França             | 1 |                    |                        |       |  |
|  |                       |                    |   |                    |                        |       |  |
|  |                       |                    |   |                    |                        |       |  |
|  |                       |                    |   |                    | Terceiro lugar         |       |  |
|  | 7 de junho – Suwon    | 7 de junho – Suwon |   | 9 de junho – Ulsan | 9 de junho – Ulsan     |       |  |
|  | França                | 2                  |   | Austrália          | 1                      |       |  |
|  | Brasil                | 1                  |   |                    | Brasil                 | 0     |  |

### Semifinais
| 7 de junho | Japão      | 1 – 0     | Austrália | Estádio Internacional de Yokohama, Yokohama   |
| 17:00      | Nakata 43' | Relatório |           | Público: 48 699 Árbitro: MEX Benito Archundia |

| 7 de junho | França                  | 2 – 1     | Brasil    | Big Bird Stadium, Suwon                        |
| 20:00      | Pirès 7' · Desailly 54' | Relatório | Ramon 30' | Público: 34 527 Árbitro: EGY Gamal Al-Ghandour |

### Disputa pelo terceiro lugar
| 9 de junho | Austrália  | 1 – 0     | Brasil | Munsu Cup Stadium, Ulsan                  |
| 19:00      | Murphy 84' | Relatório |        | Público: 28 520 Árbitro: GER Hellmut Krug |

### Final
| 10 de junho | Japão | 0 – 1     | França     | Yokohama International Stadium, Yokohama |
| 19:00       |       | Relatório | Vieira 30' | Público: 65 533 Árbitro: UAE Ali Bujsaim |

## Premiações

### Campeões
| Campeã da Copa das Confederações de 2001 |
| ---------------------------------------- |
| França Primeiro título                   |

### Individuais
| Troféu FIFA Fair Play | Bola de Ouro         | Chuteira de Ouro   |
| --------------------- | -------------------- | ------------------ |
| Japão                 | FRA Robert Pirès     | FRA Robert Pirès   |
| Japão                 | Bola de Prata        | Chuteira de Prata  |
| Japão                 | FRA Patrick Vieira   | FRA Éric Carrière  |
| Japão                 | Bola de Bronze       | Chuteira de Bronze |
| Japão                 | JPN Hidetoshi Nakata | KOR Hwang Sun-hong |

## Artilharia
2 gols (7)
| - AUS Shaun Murphy - FRA Éric Carrière - FRA Robert Pirès | - FRA Patrick Vieira - FRA Sylvain Wiltord - KOR Hwang Sun-hong | - JPN Takayuki Suzuki |

1 gol (17)
| - AUS Josip Skoko - AUS Clayton Zane - BRA Washington - BRA Carlos Miguel - BRA Ramon - CMR Bernard Tchoutang | - CMR Patrick Mboma - FRA Steve Marlet - FRA Nicolas Anelka - FRA Youri Djorkaeff - FRA Marcel Desailly - JPN Shinji Ono | - JPN Akinori Nishizawa - JPN Hiroaki Morishima - JPN Hidetoshi Nakata - KOR Yoo Sang-chul - MEX Víctor Ruiz |

## Campanha do Brasil
O Brasil foi treinado por Emerson Leão.

### Artilheiros
1 gol
- BRA Washington
- BRA Carlos Miguel
- BRA Ramon

### Assistências
1 assistência
- Ramon
- Sonny Anderson